# Paura e l'amore
Paura e l'amore è il quinto album in studio del gruppo rock italiano Sick Tamburo, pubblicato nel 2019.

## Tracce
1. Lisa ha 16 anni
2. Baby Blu
3. Quel ragazzo speciale
4. Agnese non ci sta dentro
5. Puoi ancora
6. Anche Tim Burton la sceglierà
7. Impermanente
8. Mio padre non perdona
9. Il più ricco del cimitero

## Formazione
- Gian Maria Accusani "Mr. Man" - voce, chitarra
- Elisabetta Imelio "Boom Girl" - voce, basso
- Miss Understanding - basso, voce
- Frog Man - chitarra
- Doc Eye - batteria
- String Face - chitarra, basso